# Ceratosanthes trifoliata
Ceratosanthes trifoliata är en gurkväxtart som beskrevs av Célestin Alfred Cogniaux. Ceratosanthes trifoliata ingår i släktet Ceratosanthes och familjen gurkväxter. Inga underarter finns listade i Catalogue of Life.